# Авчян, Ювараш Акопович
Ювара́ш Ако́пович Авчя́н (арм. Յուվարաշ Հակոբի Ավչյան; 1903—?) — армянский советский организатор и передовик сельскохозяйственного производства. Председатель колхоза «III Интернационал» Октемберянского района Армянской ССР. В 1950 году получил звание Героя Социалистического Труда, которого был лишён пять лет спустя.

## Биография
Родился в 1903 году на территории современной Армении. Жил в селе Мец Шагриар (с 1950 года — Налбандян) Октемберянского района Армянской ССР (ныне Армавирская область Республики Армения).
С 1930 до 1951 года был председателем колхоза «III Интернационал», который находился в Октемберянском районе. На поливных полях колхоза культивировался хлопок. Колхоз под его руководством систематически перевыполнял государственный план урожайности хлопка и других сельскохозяйственных культур и своевременно рассчитывался с государством по всем видам поставок.
В 1949 году на хлопкоприёмный пункт в городе Октемберян по документам было сдано 5 972,7 центнеров хлопка. Таким образом, средний урожай составил 35,1 центнера с гектара на площади 170 гектаров. Такой результат давал право на получение наград четверым колхозникам, включая председателя, которые стали Героями Социалистического Труда.
Указом Президиума Верховного Совета СССР от 14 июня 1950 года за получение высоких урожаев хлопка на поливных землях и табака при выполнении колхозами обязательных поставок и контрактации по всем видам сельскохозяйственной продукции, натуроплаты МТС в 1949 году и обеспеченности семенами всех культур в размере полной потребности для весеннего сева 1950 года Юварашу Акоповичу Авчяну было присвоено звание Героя Социалистического Труда с вручением ордена Ленина и золотой медали «Серп и Молот».
В 1951 году перешёл председателем колхоза в село Аргаванд, располагавшееся в том же районе. Вскоре колхоз также стал одним из передовых хлопкосеящих хозяйств района.
В 1952 году Министерством хлопоководства СССР, по письму жителя села Налбандян, была проведена проверка результатов урожая 1949 года. В письме Авчяну ставилось в вину, что он умышленно подделал данные об урожайности хлопка, чтобы получить высокие награды. В ходе проверки было установлено, что в декабре 1949 года при проведении взаимозачётов между хлопкоприёмным пунктом и колхозом была допущена ошибка: после окончательного расчёта с вычетом засорённости и высушки было сдано 4 856 центнеров хлопка, и средний результат составил 28,6 центнеров с гектара. Такой результат уже не давал права на звание Героя Социалистического Труда. Неверный подсчёт был признан технической ошибкой, корыстных целей со стороны председателя колхоза не было установлено. Переписка велась три года, заместитель Председателя Совета Министров Армянской ССР был против лишения Авчяна звания, но в итоге было принято обратное решение. Указом Президиума Верховного Совета СССР от 5 марта 1955 года Указ от 15 июня 1950 года в части присвоения звания Героя Социалистического Труда Юварашу Акоповичу Авчяну был отменён. Остальных наград лишён не был.
Ювараш Авчян также занимался общественной деятельностью. Он избирался депутатом Верховного Совета Армянской ССР.
Жил в селе Аргаванд (ныне находится в Армавирской области Республики Армения). Дата смерти неизвестна.

## Награды и звания
Ювараш Акопович имел следующие награды:
- Герой Социалистического Труда (14 июня 1950, орден Ленина — № 123097 и медаль «Серп и Молот» — № 5132; лишён звания в 1955);
- Орден Ленина (8.02.1944);
- так же ряд медалей.